# А. Кузнецов и Ко
Преемник Алексея Губкина А. Кузнецов и Ко — торгово-промышленное товарищество в Москве.
Товарищество было самой крупной фирмой в Российской империи в области чайной торговли, не считая товарищество «В. Высоцкий и Ко». Также оно было одной из самых крупных в мире. Было одним из наиболее прибыльных учреждений Российской империи.

## Историческое местоположение
Правление товарищества находилась в Москве в Средних торговых рядах, где размещался склад. Чаеразвесочная фабрика в Москве находилась по адресу: Нижняя Сыромятническая улица, дом 11.

## История
В 1840 году в городе Кунгуре, Пермской губернии, кунгурский купец 1-й гильдии А. С. Губкин открыл фирму по торговле чаем. Свой чай он продавал на Нижегородской и Ирбитской ярмарках.
В 1881 году правление перемещено в Москву. В 1884 году внук Губкина А. Г. Кузнецов переформировал предприятие в торговый дом «Преемник Алексея Губкина А. Кузнецов и Ко».
В 1891 году организовано торгово-промышленное товарищество, основной капитал составлял 10 миллионов рублей. С 1891 года по 1917 год председатель правления А. Е. Владимиров. В 1890-х товарищество начало покупать чай, где его производили и в Лондоне. В 1895 году построена чаеразвесочная фабрика в Москве. До 1899 года товарищество владело сахарорафинадным заводом в Сокольниках.
В сентябре 1919 года товарищество национализировано и включено в объединение «Центрочай».